# Pola Oloixarac

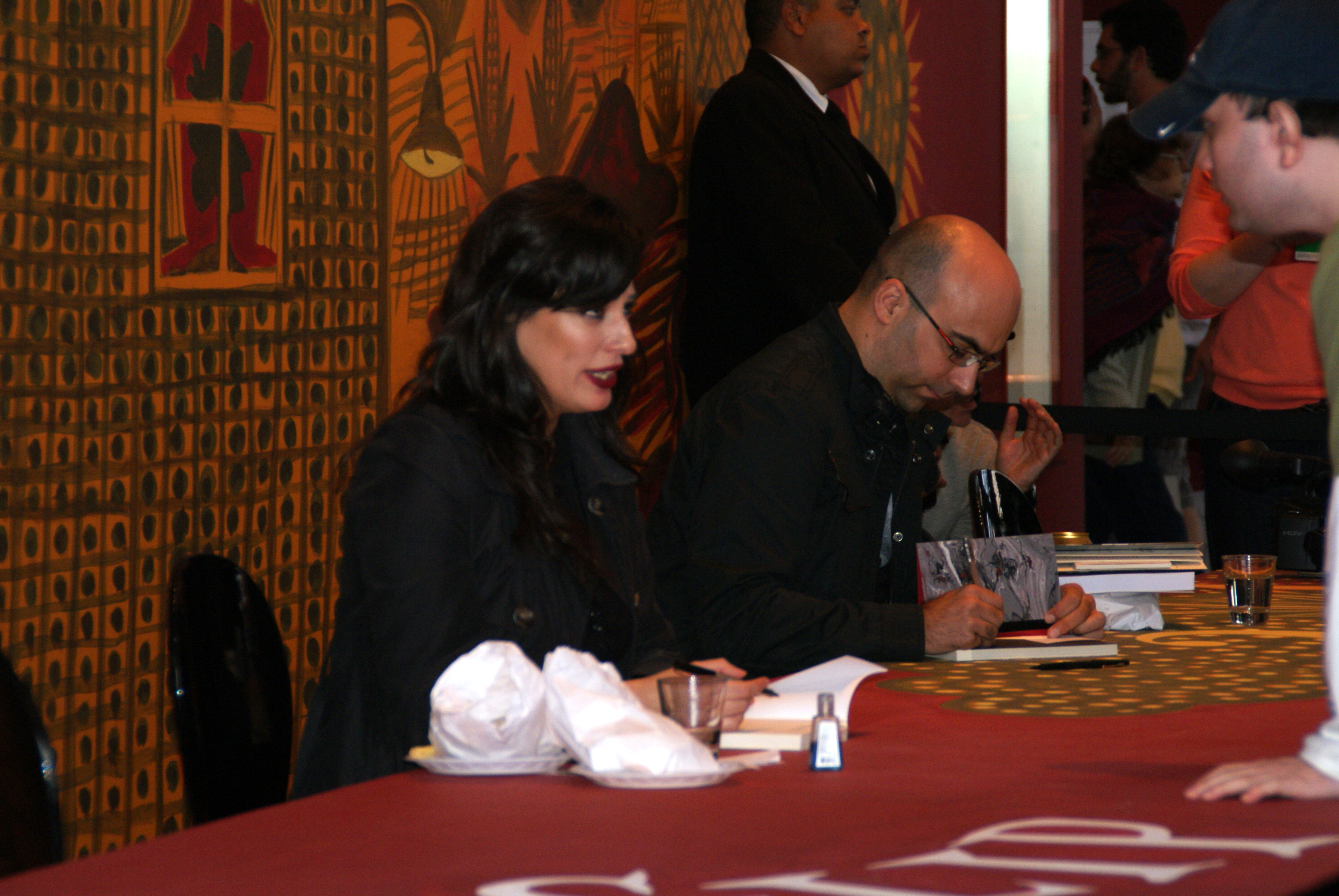

Pola Oloixarac là một nữ nhà văn, nhà báo và dịch giả người Argentina.

## Tiểu sử
Vào năm 2010, cô được chọn là một trong những tiểu thuyết gia người Tây Ban Nha trẻ tốt nhất của Granta. Cùng năm đó, cô được mời tham gia Chương trình Viết Quốc tế tại Đại học Iowa. Cô là người nhận giải thưởng văn học từ Fondo Nacional de las Artes. Cô học triết học tại Đại học Buenos Aires và đã đóng góp nhiều bài báo cho các ấn phẩm khác nhau như The New York Times, The Telegraph, Rolling Stone, Folha de Sao Paulo, Revista Clarín, Etiqueta Negra, Quimera, Brando, América Economía, phương tiện truyền thông. Cuốn tiểu thuyết đầu tay bán chạy nhất của cô, Savage Theories (Las teorías salvajes, 2008), đã được dịch sang tiếng Pháp, Hà Lan, Phần Lan, Ý và Bồ Đào Nha.
Savage Theories sẽ được xuất bản bằng bản dịch tiếng Anh của Soho Press.
Pola Oloixarac đã được mời trình bày tác phẩm của mình và quan điểm về văn học tại các diễn đàn và trường đại học quốc tế khác nhau như Stanford, Harvard, Cornell, Dartmouth, Đại học Toronto, Đại học Florida, Hiệp hội châu Mỹ và các liên hoan văn học bao gồm Lễ hội văn học Jaipur, LIWRE Phần Lan, Hay Cartagena, FLIP Brasil, Hội chợ sách Miami, Marathon des Mots ở Toulouse, FIL Lima, Crossing Borders Antwerp / The Hague, trong số những người khác.
Cô là một biên tập viên sáng lập của tạp chí song ngữ Review Buenos Aires với các tài liệu đương đại ở châu Mỹ.